# Baxt (Usbekistan)
Baxt (usbekisch Baxt, kyrillisch Бахт Bakht) ist eine Stadt im Bezirk Sirdaryo des Viloyat Sirdaryo in Usbekistan. Die geschätzte Bevölkerung betrug 1968 etwa 9100, und 17.500 im Jahr 2016.

## Geschichte
Baxt wurde 1899 als Siedlung gegründet, die der Ausweichstelle Nr. 121 an der Transkaspischen Eisenbahn zwischen Samarkand und Taschkent diente. Im Jahr 1916 wurde die Ausweichstelle zu einem Bahnhof ausgebaut und erhielt den Namen Velikoalexeyevskaya, benannt nach dem russischen Prinzen Alexei, dem designierten Thronfolger. 1963 wurde die Siedlung und der Bahnhof in Baxt (بخت, was „Glück“ auf Persisch bedeutet) umbenannt. Im Jahr 1980 erhielt Baxt den Status einer Stadt.

## Wirtschaft

### Industrie
In den 1970er Jahren gab es in Baxt eine Baustofffabrik und eine Baumwollreinigungsfabrik.

### Verkehr
Baxt verfügt über einen Bahnhof an der Eisenbahnstrecke, die Taschkent und Samarkand über Guliston verbindet. Die M34-Fernstraße, die Taschkent und Duschanbe verbindet, führt ebenfalls durch Baxt. Zudem gibt es lokale Straßen.